# Skagen Fyr (1747)
Der Leuchtturm Skagen Fyr oder Det Hvide Fyr i Skagen (deutsch Der weiße Leuchtturm in Skagen) ist ein ehemaliger Leuchtturm in Skagen.

## Geschichte
Der Leuchtturm befindet sich am Nordrand von Skagen. Er löste das Skagen Vippefyr (deutsch Wippfeuer) ab und diente in der Zeit vom 14. Oktober 1747 bis 1858 als Leuchtfeuer, bevor er vom zwei Kilometer entfernten Leuchtturm Grenen in dieser Funktion abgelöst wurde. Der Turmschaft blieb stehen und erinnert noch an dieses historische Feuer. Der Turm kann für Veranstaltungen gemietet werden.
Der achteckige Turm wurde von dem Architekten Philip de Lange geplant und war der erste seiner Art, der vollständig aus Ziegelsteinen erbaut wurde. Ursprünglich wurden roh gehauene rote Ziegel verwendet, die später weiß gestrichen wurden. 1816 wurde das offene Dach umgebaut und um vier Meter angehoben.
Das Leuchtfeuer bestand ursprünglich aus einem offenen Kohlenfeuer, wobei das Feuer durch einen offenen Schacht auf das Dach gezogen wurde. Es waren vier verschiedene Eingänge zur Plattform vorhanden. Der Leuchtturmwärter konnte diejenigen auswählen, die am besten zur Windrichtung passte. Ab 1835 wurde Öl als Brennstoff verwendet. Der Turm wurde 1835 mit Spiegeln ausgestattet.
Nachdem er 1858 außer Dienst gestellt worden war, diente er ab 1871 noch als Signalstation, um unter anderem vor Treibeis zu warnen.
Das Haus des Leuchtturmwärters wurde 1860 abgerissen.